# Штурм Ленкорани
Штурм Ленкорани — состоялся 1 (13) января 1813 года в ходе Русско-персидской войны (1804—1813). Отличался особой ожесточённостью.
После пятидневной осады и артобстрела, который, благодаря сооружённым английскими инженерами фортификациям, не причинил особого вреда персидскому гарнизону, а также после гордого отказа коменданта Ленкорани Садых-хана от сдачи цитадели, русский отряд генерала Котляревского, несмотря на численный перевес персидского гарнизона, штурмом взял Ленкоранскую крепость, понеся при этом тяжёлые потери. Большая часть офицеров и унтер-офицеров погибли. Сам отряд потерял убитыми и раненными свыше половины солдат. В 17-м егерском полку из 296 человек уцелело всего 74.

## Ленкоранская цитадель
Во время Русско-персидской войны 1804—1813 англичане успели построить мощную крепость. 

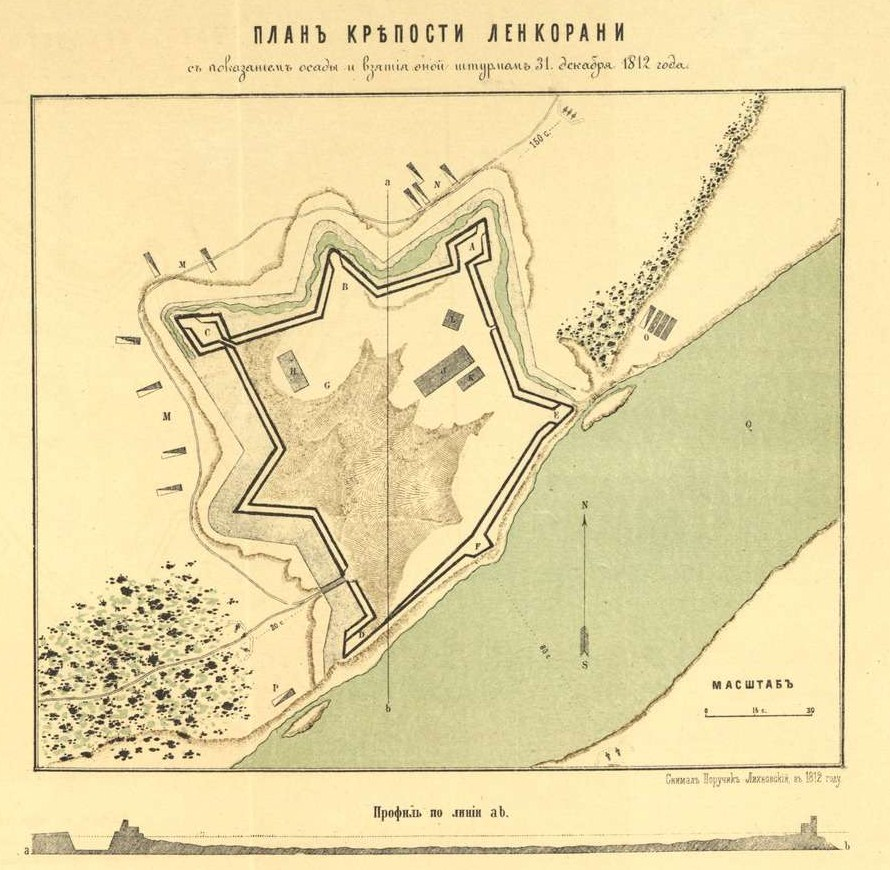
План Ленкоранской крепости и её осады

По свидетельству очевидцев, она производила сильное впечатление высокими каменными стенами и рядами острых зубцов. Цитадель была обнесена глубокими траншеями. Она имела форму неправильного четырёхугольника (в 80 саженей шириною), на левом берегу речки Ленкоранки, невдалеке от моря, среди болот. Наибольшая — юго-западная — сторона протянулась на 130 саж. Длина северо-восточной стороны, построенной в виде неправильного полигона, составляла до 80 саж. Юго-восточная сторона (вдоль берега реки и фронтом к морю) и северо-западная (фронтом к сел. Гамушевани) в длину имели по 100 саж. каждая. На углах находились бастионы. Наиболее мощные были с сев. и зап. сторон, остальные прикрывались болотом и рекою. Высота валов достигала 4 — 5 сажень. Ров был в 4 саж. глубиной и в 10 саж. шириной.

## Предыстория
18 декабря походный войсковой отряд Котляревского форсировал Аракс и прошёл 80 вёрст напрямик без воды и дорог по Мугани через солончаки, вязки и топи. «Солдаты то переходили топи и болота, вязнув в них по грудь, то переносили ужасные снега и метели». Войско претерпело тяжёлую нужду в питьевой воде и пище.
20 декабря в степи русский отряд наткнулся на шахсевенов, которые частью разбежались, а частью попали в плен. Русским достался их скот.
21 декабря отряд Котляревского, вступив в Талышское ханство, обнаружил 500 персидских всадников под командованием Абусалема, которые, уклонившись от боя, бежали в Аркиван. Было освобождено около 3000 карабахских семейств, уведённых персиянами в плен. Вскоре русский авангард встретил кавалерийский отряд сардара Пир-Кули-хана (1000 чел.). После непродолжительной перестрелки персияне отступили, преследуемые казаками.
22 декабря Котляревский, оставив на реке Караязе для прикрытия тыла арьергард под командованием майора Дьячкова в 200 пехотинцев, 170 казаков, несколько конных карабахцев и одно орудие, двинулся на Аркиван. При арьергарде также оставались карабахские семьи и пленные шахсевены.
Аркиванский гарнизон (1500 персидских сарбазов и 400 русских «дезертиров») под командованием Бала-хана и Аскер-хана покинул Аркиванскую цитадель, оставив в ней 2 орудия при всём артиллерийском запасе, провианте и фураже. Для преследования персиян Котляревский послал 400 егерей и 300 казаков под начальством подполковника Ушакова, который преследовал противника на протяжении 15 вёрст. В ходе преследования сдались 50 русских «дезертиров» и было перебито до 300 персиян. Захвачено более 600 лошадей и значительный обоз. Урон преследовавших составил 1 чел. убитый и 5 раненных. Для защиты Аркивани было оставлено 100 егерей, «более других нуждавшихся в отдыхе».
Мир Мустафа-хан, состоявший под покровительством России, узнав о движении русского войска, после разгрома персидской армии под Асландузом спешно направился в Гамушевань, где заблаговременно отстроил тёплые казармы для солдат, конюшни и хлев для лошадей и скота, наполнил всем необходимым провиантские магазины.
Вступив в Талышское ханство, Котляревский объявил жителям:
«Народы Талышинские. Войска великого и всемогущего на свете русского императора всероссийского пришли сюда освободить вас из рук персиян — ваших разорителей. Останьтесь в домах ваших и будьте уверены, что имущество ваше неприкосновенно. Русские — не персияне и не разбойники: они не будут грабить Вас. Я требую от Вас только, чтобы всякий, могущий носить оружие, обратил оное против ваших притеснителей — персов, кои будут вскоре наказаны войсками всемилостивейшего моего государя императора, требую, чтобы вы добивали остатки сих изуверов и пересекли им пути к побегу, когда настигнет их наше победоносное оружие. Обещаю вместе с ним прощение тем из вас, которые обманом и обещаниями персидскими вовлечены были предаться им добровольно. Таковые лица должны явиться ко мне, или к своему законному хану, не опасаясь наказания, ибо слово русское не есть слово персидское: русский не знает коварства и не имеет никакой нужды в обманах».
Это заявление повлияло на талышцев, которые принялись истреблять в лесу и горах персидских беглецов.

## Взятие Ленкорани

### Осада
«Приказываю всем командирам и сарбазам находиться безотлучно на своих позициях для оказания отпора злому врагу, намеревающемуся штурмом завладеть крепостью, игнорируя всякую опасность, не щадя своей жизни. Любя глубоко свою отчизну, мы должны отчаянно и упорно сопротивляться и сражаться до смерти, стараясь всеми силами удержать крепость в своих руках и доказать разбойникам, что мы сумеем жертвовать собою для спасения родины. Будьте все вы готовы к сопротивлению, ибо неприятель лезет к нам как бешеный волк. Пусть все берутся за оружие, кто только умеет владеть им. Словом, обороняйтесь и храбро защищайтесь до смерти, но не сдаться кафиру, который по взятии крепости, ожесточившись и свирепевши никому не даст пощады и не оставит в живых никого, даже детей и женщин; а потому лучше умереть славною смертью, сражаясь смело и стойко за родину, нежели быть растерзанными лютыми северными медведями».

— Из канцелярии Мир Мустафы-хана
«Истощив все средства принудить неприятеля к сдаче крепости, найдя его к тому непреклонным, не остается более никакого способа покорить сию российскому оружию, как только силою штурма.

Решаясь приступить к сему последнему средству, даю знать о том войскам и считаю нужным предварить всех офицеров и солдат, что отступления не будет. Нам должно или взять крепость, или всем умереть, за тем мы сюда присланы.

Я предлагал два раза неприятелю сдачу крепости, но он упорствует. Так докажем же ему, храбрые солдаты, что русскому штыку ничто противиться не может. Не такие крепости брали русские и не у таких неприятелей, как персияне; сии против тех ничего не значат. Предписывается всем:
Первое — послушание;
Второе — помнить, что чем скорее идем на штурм и чем шибче лезем на лестницы, тем меньше урону; опытные солдаты это знают, а неопытные поверят;
Третье — не бросаться на добычу под опасением смертной казни, пока совершенно не кончится штурм, ибо прежде конца дела на добыче солдат напрасно убивают.
Диспозиция штурма дана будет особо, а теперь остается мне только сказать, что я уверен в храбрости опытных офицеров и солдат Грузинского Гренадерского, 17-го Егерского и Троицкого полков, а малоопытные Каспийские батальоны, надеюсь, постараются показать себя в сем деле и заслужить лучшую репутацию, чем доселе между неприятелями и чужими народами имеют. Впрочем, ежели, сверх всякого ожидания, кто струсит, тот будет наказан, как изменник, и здесь, вне границы, труса расстреляют или повесят, несмотря на чин».
Садых-Хан с четырёхтысячным гарнизоном укрепился в Ленкоранской цитадели. Аббас-мирза послал ему наказ:
Надеясь на твою честность и глубокий патриотизм, я вполне уверен в том, что ты не изменишь своему отечеству, а будешь защищать вверенную тебе крепость до смерти, не отступая малодушно перед неприятелем, если даже целые горы вражеских сил ополчатся и восстанут с ожесточением против тебя и твоих храбрых воинов, зная что защищаемая крепость составляет собою ключ к сердцу Персии. Да поможет тебе великий Аллах в осуществлении нашей надежды.
Данное письмо было прочитано всем офицерам и сарбазам. Гарнизон единогласно прокричал:

«Клянёмся Аллахом и священным именем его пророка, что умрём, но не сдадимся врагу живыми, а будем драться до смерти».
Садых-Хан также призвал всех жителей взяться за оружие и принял все необходимые меры для защиты цитадели. Для прострела подступов с севера и запада на бастионах были установлены батареи. Опасаясь внезапного нападения русских, Садых-Хан поручил надзор молодым офицерам и сарбазам, а также и сам пристально следил за всеми передвижениями неприятеля.
| Наименование подразделения                                              | Штаб-офицеров | Обер-офицеров | Унтер-офицеров | Музыкантов | Рядовых | Итого:      |
| ----------------------------------------------------------------------- | ------------- | ------------- | -------------- | ---------- | ------- | ----------- |
| 14-й Грузинский гренадерский полк                                       | 3             | 25            | 54             | 23         | 834     | 937         |
| Троицкий пехотный полк                                                  |               | 6             | 18             | 3          | 141     | 168         |
| 17-й егерский полк                                                      | 1             | 10            | 23             | 9          | 248     | 291         |
| Морской батальон (400 чел.) и флотские под командованием Е. В. Веселаго | 2             | 12            | 33             | 2          | 264     | 313         |
| Артиллерия                                                              |               | 4             | 3              |            | 43      | 50          |
| И того:                                                                 | 6             | 57            | 131            | 37         | 1 530   | Всего: 1759 |

27 декабря Котляревский отправил Садых-хану письмо с предложением о сдаче Ленкоранской крепости:
В ожидании мирного и доброго ответа остаюсь».
В тот же день Садых-хан дал ответ:
Получив Ваше мирное предложение, считаю своим долгом высказать вам несколько едких и горьких слов, могущих произвести на вас самое неприятное впечатление своею правдивостью, отвергая ваше мнение по пунктам.
Вы пишете: „я пришёл освободить Талышинское Ханство из рук персов“, позвольте мне, генерал, не верить вашим лживым словам, ибо вы, говоря откровенно и прямо, явились закабалить и угнетать талышинцев. Пока Мир Мустафа-Хан жив, ваше правительство станет защищать его ханские права, относясь к нему лично с должным вниманием и даже почётом; но как только он умрёт, его наследники лишатся своей независимости и самостоятельности, обратившись в бессловесных и несчастных рабов, по вине безумного и недальновидного дегенерата Мир Мустафа-Хана, который преследуя только свои личные цели для удовлетворения своего властолюбия, будучи бездушным и очерствелым эгоистом, вовсе не думал о печальной и безотрадной будущности своих потомков, которые предадут его анафеме за то, что он пригласил вас сюда, вручив судьбу своей родины неверным пришельцам — насильникам, превратив свой народ в бессмысленных плебеев. Стоны и вопли погибших людей, вовлеченных в сети себялюбца интригана — Мир Мустафа-хана лягут вечным проклятием на нём до тех пор, пока крепко стоят Талышинские горы, кои отдадут заунывные грустные звуки, оплакивая горькую несчастную участь обманутых талышинцев.
Вы пришли не освободить Талышинское Ханство „из рук персов“, а расширить свою территорию за счет чужой земли. Неужели вам тесно живется в своем величайшем в мире государстве, что вы ищете простора? Отличаясь ненасытною жадностью ваши императоры поставили себе целью подчинить своей власти все слабые царства, а в особенности мусульманские, пользуясь их неподготовленностью к войне. Чем освободить чуждых вам людей, живущих на расстоянии двух тысяч верст от вас, не лучше ли избавить и спасти своих крестьян из под гнёта и оков ваших помещиков?
Вы предлагаете мне „сдать крепость добровольно; в противном же случае вы будете правы перед Богом и человечеством“. Что за красивая и гуманная фраза? Разве вы веруете в Бога? Сомневаюсь: если-бы вы веровали в него и любили-бы человечество, то вы не вели-бы своих несчастных солдат на бессмысленную бойню и на верную гибель, а пожалели бы их самих, жен и детей и дали-бы им спокойно жить на родине, а не водили бы их на такую даль из-за пагубной прихоти вашего царя.
Вы пишете: „во избежания напрасного пролития крови“. Кто служит причиною пролития крови? Мы или вы? Оставив свою страну, невзирая на колоссальную её величину, вы как разбойники, вломились в наши пределы, грабя и убивая нас безжалостно. Мы о вас и не думали, но вы вторглись в наш край, изумив нас своим кровожадным дьявольским ликом, заставляя нас упорно сопротивляться, чтобы не лишиться своей независимости и самостоятельности, стараясь удержать нашу золотую волю и свободу в своих руках. Мы с вами не воюем, а обороняемся от вас, как от нападающих диких хищных зверей, заявляя вам категорически, что мы все костьми ляжем и поголовно умрём, а не сдадим крепости вам добровольно. Вы указываете мне на Асландуз, где ваш „двухтысячный отряд“, будто бы одержал победу над нашей „тридцатитысячной армией“. Стыдно вам, генерал, врать, надо говорить правду, не скрывая истинного завершившегося факта, и не хвастаться своею победою, одержанною вами над нами, благодаря подлой измене наших войск. Если вы забыли об этом возмутительном событии, то я напомню вам: питая злобу и неприязнь к Аббас-Мирзе за его строгое обращение с ними, сарбазы желая отомстить ему, подняли белый флаг в числе 10500 воинов, и добровольно сдались в плен, сложив свои оружия перед вами, надеясь на получение спасения от вас; но вы, обезоружив их, лишившись совести и жалости, перебили десять тысяч аскеров, оставив в живых только 500 человек, как трофею победы. Позор и стыд. Это достойный урок изменникам и клятвонарушителям, но и в то же время хорошее предупреждение для остальных вероломных воинов, дабы они не обманывались и не обольщались вашими коварными и лживыми обещаниями. И после этой гнусной варварской казни, совершённой вами над невинными людьми, добровольно предавшимися вам, вы смеете говорить о любви к человеку. Мне жаль ваших храбрейших солдат, служащих слепым орудием для достижения вашей разбойничьей цели: ваше начальство вознаградит только вас одних, как полководца, орденами и даже крупной денежной суммой за героический и отважный подвиг ваших доблестных солдат, коих оно обойдёт.
Ещё один пример „великой гуманности“ поступка начальника отряда подполковника Ушакова, заслуживающий с вашей стороны „похвалы и одобрения“: не вступив с вами в бой из-за моих больных сарбазов, я второпях оставил Аркевань и направлялся к Ленкорани по лесистой дороге, желая спасти их от пленения, а позади следовали на обозе больные в сопровождении безоружных обозных людей и русских беглецов, в числе 350 человек, их коих больных воинов было 260, конюхов 40, а беглых солдат 50. Достигнув всех их на пути, батальон Ушакова взял в плен только русских беглецов, а всех остальных, числом в 300 лиц, изрубил шашкою, не оставив ни одного живого, как „бусурман“, несмотря на то, что они являлись живыми мертвецами. Так ли понимается вами любовь к людям? Где ваш Бог — Иисус, говорящий: „люби ближнего, как самого себя и поднявший меч от меча погибнет“. Где сказано, что надо убивать пленных, да ещё больных? На это зверство, свирепость и жестокость способны только ваши солдаты. Основываясь на вашем евангельском изречении „поднявший меч от меча погибнет“. — я уверенно предсказываю и предвозвещаю, что настанет то счастливое для Персии время, когда ваши солдаты, восставши против своих правителей, сами убьют всех генералов вместе с царём за то великое зло, какое они совершали над соседними государствами и от них не останется никакого следа.
Если бы наши бывшие подвластные ханы обладали бы прозорливостью, чувством солидарности и менее следовали бы своим личным интересам, то мы, соединившись вместе, сумели бы доказать свою правоту, но они обманулись и после будут каяться в своих необдуманных ошибках, но тогда будет поздно.
„Во избежание пролития крови“, я советую Вам пожалеть своих солдат и не принуждать нас сопротивляться, а вернуться обратно туда, откуда вы, как вредные и злые пришельцы, явились, оставив нас в покое: мы будем решительно и отчаянно обороняться и биться с вами до смерти за землю наших предков и за благополучие наших будущих поколений. Сжальтесь над людьми и перестаньте истреблять их: мы никому жизнь не давали, и отнять её у других не имеем никакого права: а потому вы не посылайте своих солдат на верную гибель, так как мы без ожесточённой борьбы не сдадим крепости».
Прочитав вышеупомянутое письмо, Котляревский приказал бомбардировать цитадель. К этому приступил отряд кораблей под командованием капитана 1 ранга Е. В. Веселаго в составе 16 пушечного корвета «Ариадна», бомбардирского корабля «Гром», люгера «Белка» и 1 шхоута. Для более эффективного действия артиллерии с боевого корабля на берег была свезена трёхпудовая мортира.
28—29 декабря русские корабли и батареи беспрерывно обстреливали цитадель, впрочем, без особого успеха, так как небольшие снаряды полевых орудий не могли пробить крепких глинобитных стен, а от навесных выстрелов гарнизон укрывался в блиндажах, пристроенных к внутренней отлогости бруствера.

Въ 1813 г. въ штурмѣ Ленкорани участвовалъ мор. б-нъ (400 ч.), подъ ком. нач-ка К. ф-ліи, кап. 1 р. Веселаго, а 4 судна обстрѣливали кр-сть съ моря.— Военная энциклопедія (Сытинъ, 1911—1915)

Видя бесполезность артобстрелов, Котляревский отправил в Ленкорань вторичное письмо, убеждая ханов, чиновников и гарнизон пощадить себя, жён, детей, имущество и не проливая ничьей крови, сдать цитадель. Также Котляревский писал, что:
«Я и все войска под моей командой не отступим от крепости, не покорив её оружию великого Российского государя. Начиная от меня и до последнего солдата, все мы или умрём или возьмём крепость. Жду ответа через три часа».
Садых-хан не счёл нужным отвечать на данное письмо.
Тем временем положение русского отряда становилось критическим. Снаряды заканчивались, а люди страдали от холода. Кроме того, было получено известие о движении Аббас-Мирзы с крупными силами на выручку Ленкорани. Котляревский решил, не теряя времени, брать цитадель штурмом.

### Штурм
| Колонны                 | Командиры           | Подразделения                                                | Задача |
| ----------------------- | ------------------- | ------------------------------------------------------------ | --- |
| 1-я колонна             | подполковник Ушаков | 14-й Грузинский гренадерский полк (350 чел.)                 | Штурм обращенного к с. Гамушевани бастиона и прилегающего к нему участка юго-западного фаса. Захват ворот для запуска резерва |
| 2-я колонна             | майор Повалишин     | Троицкий пехотный полк                                       | Штурм бастиона на углу северо-восточного и северо-западного фасов                                                             |
| 3-я колонна             | майор Терешкевич    | 17-й егерский полк (313 чел). 37 чел. из Гренадерского полка | Штурм бастиона в углу северо-восточного и приречного фасов.                                                                   |
| 1-я отвлекающая команда |                     | Полурота Гренадерского полка                                 | Фальшивая атака на приречный бастион юго-восточного фаса. (По возможности берет бастионную батарею)                           |
| 2-я отвлекающая команда |                     | Полурота Гренадерского полка                                 | Фальшивая атака на приречный бастион северо-западного фаса. (Содействие штурму 1-й колонны)                                   |

В диспозиции указывалось: «Не слушать отбоя, его не будет…»

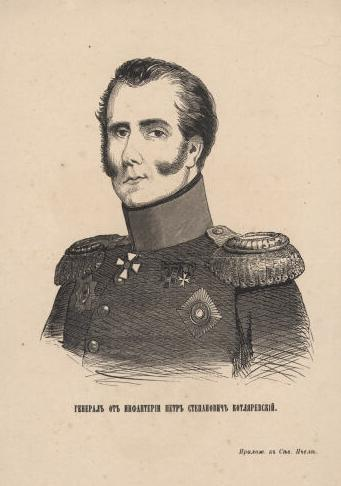
Пётр Степанович Котляревский

Штурм Ленкорани начался задолго до рассвета, в 5 часов утра. Колонны двинулись в глубочайшей тишине, однако персы были предупреждены и открыли шквальный огонь из всех орудий и ружей. Тем не менее колонны быстро перешли ров и солдаты, приставив лестницы, полезли на стены, навстречу выставленным пикам и летевшим сверху камням и гранатам. В первых рядах убитыми и раненными убыли почти все офицеры. 1-я колонна, увидев гибель подполковника Ушакова, на время замялась. Тогда сам Котляревский, несмотря на полученную в ногу рану, встав над телом Ушакова и придерживая рукой колено, скомандовал: «Сюда ко мне!» — и лично бросился на штурм, но вскоре он получил два пулевых ранения в голову и скатился в ров. Солдаты же, лишённые командного состава, всё-таки продолжили яростную атаку. Азербайджанский просветитель и педагог Теймур-бек Байрам-Алибеков, описывая данные события, повествует: 

«Солдаты лезли на стены, как бы не замечая грозившей им опасности, хватались руками за дула неприятельских ружей, или погибали от выстрелов в упор или втаскивались самими же врагами на стены и гибли там в неравной битве».
Тем временем колонны штурмующих значительно редели, а стены ежеминутно пополнялись защитниками цитадели. Рота гренадер, сумев взобраться на стену, захватила орудие, которое тут же развернули и открыли огонь картечью по неприятелю. Это облегчило атаку остальным двум колоннам, которые также сумели взобраться на стены и, расходясь в стороны, опрокидывали неприятеля. Далее последовала жестокая рукопашная схватка внутри цитадели. Персидский историк Ровзет-уль Сафа так описывает эти события:

«При штурме Ленкорани бой был так горяч, что мышцы рук от взмахов и опусканий меча, а пальцы от беспрерывного взвода и спуска курка в продолжение шести часов сряду были лишены всякой возможности насладиться отдохновением».
Теймур-бек писал:

«Ожесточение русских достигло высшей степени озлобления и мести — всякое живое человеческое существо, встречавшееся на пути рукопашной битвы, погибло под штыками и шашками свирепевших солдат, не исключая даже грудных младенцев, беременных женщин, стариков и старух».
Оставшиеся защитники цитадели попытались найти спасение в реке, но здесь они были встречены картечью двух русских орудий, установленных на правом берегу под прикрытием 80-ти стрелков. Возвращаясь обратно, беглецы натыкались на штыки штурмовавших солдат.
Персидский гарнизон был полностью истреблён. Пленных не брали. Садых и около десяти знатных ханов также погибли.

## Последствия штурма крепости Ленкорань
Генерала Котляревского нашли под телами погибших. С вытекшим правым глазом, с раздробленной верхней челюстью и с простреленной ногой, он всё-таки остался жив.
По взятии Ленкорани тяжело раненный Котляревский отправился в Карабах, поручив крепость в ведение начальника флотилии Е. В. Веселаго.
После взятия крепости Ленкорань была открыта прямая дорога русским войскам для вторжения в Персию, а ближайшим последствием кровавого штурма был Гюлистанский мир, подписанный 12 (24) октября 1813 года в селении Гюлистан (Карабах), по которому Россия приобретала западное побережье Каспийского моря до Астары. Россия получала монопольное право на содержание флота в Каспийском море.